# Crésantignes
Crésantignes is een gemeente in het Franse departement Aube (regio Grand Est) en telt 269 inwoners (1999). De plaats maakt deel uit van het arrondissement Troyes.

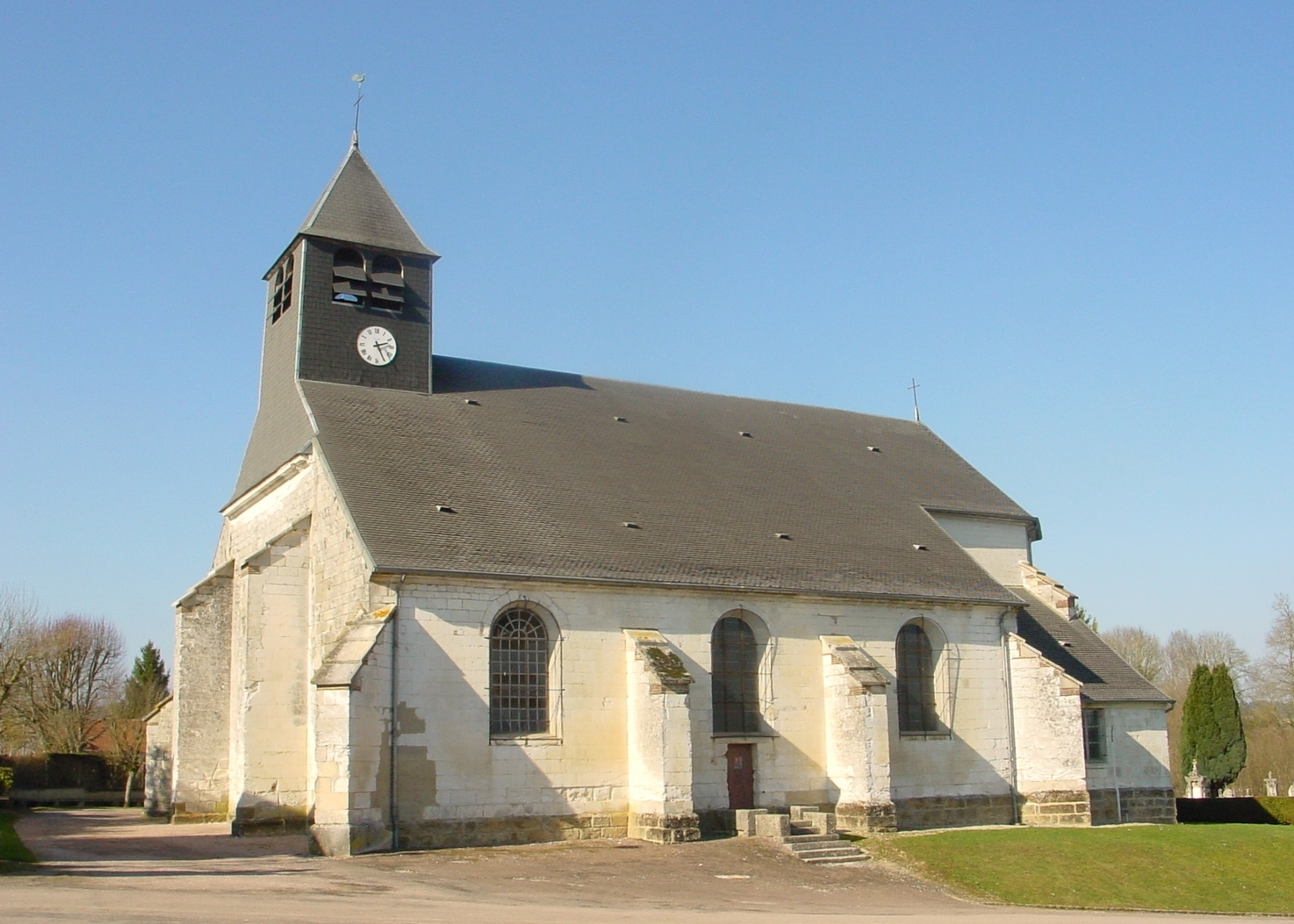
Kerk van Crésantignes
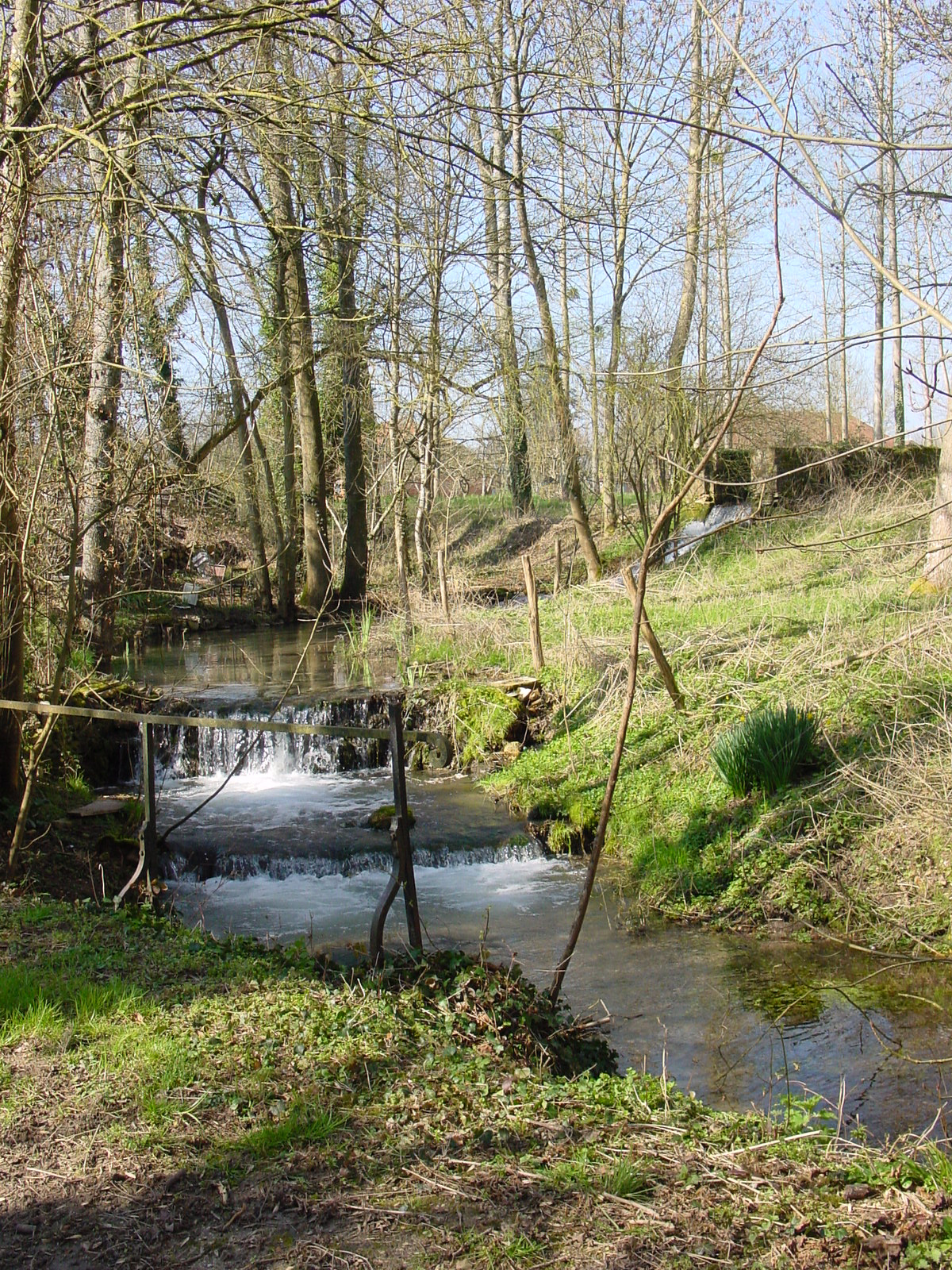
De Mogne bij Crésantignes

## Geografie
De oppervlakte van Crésantignes bedraagt 2,1 km², de bevolkingsdichtheid is 128,1 inwoners per km².
De onderstaande kaart toont de ligging van Crésantignes met de belangrijkste infrastructuur en aangrenzende gemeenten.

## Demografie
Onderstaande figuur toont het verloop van het inwonertal (bron: INSEE-tellingen).

Vanwege een beveiligingsprobleem met de MediaWiki Graph-software is het momenteel niet mogelijk deze grafiek weer te geven. Zodra de software is bijgewerkt zal de grafiek vanzelf weer zichtbaar worden.